# Adam Riess
Adam Guy Riess (ur. 16 grudnia 1969 w Waszyngtonie) – amerykański astrofizyk, laureat Nagrody Nobla w dziedzinie fizyki.

## Życiorys
Studiował w Massachusetts Institute of Technology, a następnie na Uniwersytecie Harvarda, gdzie w 1996 uzyskał stopień doktora pod opieką Roberta Kirshnera. Potem pracował na Uniwersytecie Johnsa Hopkinsa oraz w Space Telescope Science Institute (instytucie koordynującym pracę Kosmicznego Teleskopu Hubble’a), gdzie prowadził badania nad supernowymi. Riess koordynował prace swojego instytutu, prowadzone w ramach projektu High-z Supernova Search Team. Szefem projektu był Brian Schmidt. W 1998 ich badania doprowadziły do odkrycia zjawiska przyśpieszania tempa rozszerzania się wszechświata. Do tego samego wniosku doszła grupa badaczy Supernova Cosmology Project, kierowana przez Saula Perlmuttera.

## Nagrody
W 2006 Perlmutter, Schmidt i Riess otrzymali Nagrodę Shawa za swoje odkrycie. W 2011 zostali uhonorowani Nagrodą Nobla w dziedzinie fizyki.
W 2015 otrzymał Nagrodę Fizyki Fundamentalnej.